# Universitat de l'Estudi General
La Universitat de l'Estudi General (Universitat del Studi General) és el centre d'educació superior de la ciutat de Barcelona en actiu entre 1558 i 1714.

## Història
La Universitat de l'Estudi General és la denominació del centre d'educació superior de Barcelona que estigué en actiu entre 1558 i 1714. És successor de l'Estudi General de Barcelona i és un dels antecedents de la Universitat de Barcelona. També és anomenada Universitat Literària i Universitat Literària i Estudi General.

### Antecedents
La Universitat de l'Estudi General de la ciutat de Barcelona es constitueix l'any 1558 amb la fusió o agregació de l'Estudi General de Barcelona amb l'Estudi de Medicina, esdevenint l'estudi general de totes les facultats i transformant-se, així, en universitat.
En són antecedents els centres educatius denominats Estudi General de Medicina i Arts (1402-1450) i Estudi General de Barcelona (1450-1588).
La segona meitat del s. XVI és l'edat d'or de la Universitat de l'Estudi General.

### El període brillant
L'any 1558 l'Estudi General de Barcelona es converteix en universitat. El Consell de Cent dona plens poders als consellers per redactar ordinacions per l'Estudi General de Barcelona que es poden considerar constitucions fundacionals de la universitat que ja estava dotada amb diverses facultats.
Les Ordinacions per reformació è perpetua fundació de la Vniversitat del Studi General de la Ciutat de Barcelona. van ser aprovades el 19 de novembre de 1559 i promulgades el dia 22. Els motius per les noves ordenances són diversos: les disputes i baralles, la desobediència dels estudiants, la negligència dels lectors, els resultats de la darrera guerra i de la pesta que fa pitjor, encara, la situació de l'Estudi General. Les Ordinacions consten de 30 capítols que senyalen les obligacions i els sous dels catedràtics, com cal fer les oposicions i les matèries que s'ensenyaran.
El poder sobre la universitat recau en l'església i el municipi. La Universitat està sota la responsabilitat de tres càrrecs: el canceller, el conservador i el rector. La màxima autoritat és el canceller, càrrec que exerceix el bisbe de Barcelona, que té al seu càrrec la concessió dels graus i la promoció del professorat. Es preveu un vicecanceller que el substitueixi en la seva absència.
El càrrec de conservador recau en el prior de l'església de Santa Anna i s'encarrega de la protecció i defensa de la universitat, els doctors i els estudiants. Executa les inspeccions periòdiques ordenades pel canceller.
Els quatre conciliaris (1 doctor per facultat) són escollits pel consell particular format per 24 doctors o mestres (6 en medicina, 6 en dret, 6 en teologia i 6 en arts).
El rector té poders executius: designa els sous dels lectors i catedràtics i altres funcionaris, revisa els estatuts i el seu compliment. El seu càrrec és per un any. El consell particular assessora el canceller i el rector en tots els assumptes.
També es creen els càrrecs de bidell, escrivà i secretari. Els bidells tenen la funció de vigilar els estudiants en les hores de classe i de controlar l'assistència del professorat. Han de ser imprescindiblement naturals de Barcelona i saber llegir i escriure amb fluïdesa.
Els consellers havien de fer tres visites per curs per conèixer la marxa de la universitat: una entre sant Nicolau i Sant Tomàs; la segona al llarg del mes de març i la tercera el mes de juny.
A partir del curs 1567-1568, la matrícula va registrar un fort increment, fet que es perllonga fins a finals del segle xvi.
La dotació econòmica que hi dedica el municipi també creix, i l'any 1635 arriba a representar el sis per cent del pressupost municipal.
La Universitat de l'Estudi General, que donava reputació a la ciutat de Barcelona, serà el bressol i escola dels buròcrates del Principat de Catalunya que treballaran al servei del rei (jutges de l'Audiència, virreis, etc.) i en institucions catalanes (Corts, Diputació). La universitat servirà de promoció social i professional, el pas per la universitat serveix per arribar a càrrecs important no docents (conseller, entre altres). Alguns catedràtics ocupen els càrrecs de conseller en diverses ocasions. En algun moment, els consellers primer, segon i tercer són tots catedràtics de la Universitat de l'Estudi General. En ser nomenats consellers, els catedràtics acostumaven a renunciar a la docència quan eren escollits consellers, cap a finals de novembre; malgrat això, algun conseller va compatibilitzar el càrrec de conseller en cap amb l'exercici de la càtedra.

### L'organització
A les Ordinacions s'ordena que les càtedres siguin d'adscripció temporal, no de propietat. Recomanen contractar els millors professors, classifiquen els alumnes en menors, mediocres i majors i recomana els continguts per ensenyar a cada grup. S'estableixen les següents càtedres: tres de gramàtica; una de retòrica; tres d'arts i filosofia; tres de teologia; tres de medicina; dues de cànons; dues de lleis.
Les aules de retòrica, gramàtica i arts i filosofia obrien el 9 de setembre; les facultats majors el 5 d'octubre. Totes acabaven el 24 de juny. El nombre d'hores lectives diàries fins a Pasqua Granada era de vuit, repartides en quatre al matí (de 7 a 11) i quatre a la tarda (de 2 a 6). Els matins dels dissabtes es dedicaven a repàs i examen. A les tardes es reunien a l'Aula magna per escoltar el discurs o epístoles de tres dels alumnes. Els diumenges es donava lliçó de 7 a 8 del matí. A partir de Pasqua Granada, en horari d'estiu es feia classe de 6 a 10 del matí.

### La vida acadèmica
El curs començava a primers de setembre i s'allargava fins al dia de Sant Joan. Al llarg del curs hi havia diverses festes lectives, repartides en els 20 dies festius, algunes de generals i altres de la mateixa universitat. El dia de Sant Lluc, 18 d'octubre, se celebrava el patró de la Universitat. A més, els estudiants disposaven d'una setmana de vacances per Nadal i una per Setmana Santa.
L'assistència era obligatòria i l'absència continuada i injustificada representava la pèrdua del dret a examinar-se i a graduar-se. Els alumnes no disposaven de llibres propis; memoritzaven a través de les lectures a classe, de les que podien prendre apunts. L'aprenentatge es basava en atenció i memòria, repetició, exercicis, preguntes i respostes. L'idioma de l'ensenyament era el llatí, amb algunes classes o activitats en català.
El títol de batxiller permetia continuar els estudis a qualsevol facultat amb quatre anys més, excepte dret civil que eren cinc. Per obtenir la llicenciatura calia allargar els estudis un any més.

### El trasllat a Cervera
A finals del segle xvii, la universitat amplia l'edifici i el pati, es fan obres interiors de millora i s'arriba a una assignació econòmica de 6.000 lliures.
La vida a la Universitat, però, era el reflex de la situació política i social del segle xvii. Per això no és d'estranyar que la seva activitat, que es desenvolupa de manera molt pautada i regular, quedi afectada: canvis de data en l'elecció a rector, absència dels consellers pels disturbis públics, anul·lació d'inauguracions de curs o altres actes de rellevància acadèmica, aldarulls protagonitzats pels estudiants, empresonament dels capitostos, etc. fins a la decisió dels consellers d'usar l'edifici universitari com a seu municipal quan no poden accedir a l'Ajuntament.
La normalitat ja és insostenible a partir de l'octubre de 1713. Estudiants i professorat formen part dels grups de voluntaris dels batallons de la Coronela. Al primer batalló o de la Trinitat: sis cirurgians i sis estudiants; al cinquè o de Sant Sever: 145 estudiants de teologia, filosofia i medicina. Així mateix es constituí un regiment de fusellers per escortar la bandera de Santa Eulàlia. La universitat té una actitud clarament hostil a Felip V. A aquesta hostilitat cal sumar-hi l'hostilitat de la universitat pels jesuïtes. La bona relació de Felip V amb els jesuïtes, que feia temps mantenien un tens pols amb la universitat, agreujà les dificultats de relació.
Els fets de 1714 representaran el tancament gairebé total de la universitat barcelonina i la instal·lació d'una universitat per tot Catalunya a la ciutat de Cervera. No explicaran, però, el tancament de totes les universitats que va molt més enllà de la situació amb la de Barcelona. A Catalunya existeixen sis universitats: Barcelona, Lleida, Solsona, Tarragona, Girona i Vic, les quals tancaran portes i deixaran d'existir a favor de la cerverina, on el rei Felip V manarà concentrar els ingressos, les rendes, i els privilegis de totes elles.
Interinament la universitat s'instal·la a Cervera l'any 1715 i Berwick tanca la Universitat de l'Estudi General a Barcelona.
Fins al 1716 no es pren la decisió d'ubicar definitivament una universitat a Cervera. Per tant, s'entra en un període de diversos mesos en que el futur universitari català estava per decidir i on conviuen simultàniament un rector a Barcelona i un a Cervera.

## Els rectors
El període de mandat rectoral oscil·la entre un i dos anys. Els rectors poden tornar a ser reelegits però no de manera consecutiva, sinó amb el descans d'un període rectoral mínim.
- 1558-1559 Miquel Çalopa
- 1559-1561 Cosme Damià Hortolà
- 1561-1562 Llorenç Valentí
- 1562-1564 Antoni Jordana
- 1564-1566 Joan Lluís Vileta
- 1566-1568 Francesc Martí
- 1568-1570 Francesc Osset
- 1570-1572 Antoni Jordana
- 1572-1574 Miquel Montserrat de Guardiola i de Terrades
- 1574 Mateu Desplà
- 1574-1576 Miquel de Tamarit i Rifós
- 1576-1578 Francesc Calça
- 1578-1580 Galcerà Grimosachs
- 1580-1582 Jeroni Magarola
- 1582-1584 Onofre Pau Cellers
- 1584-1586? Pere Delmunt
- 1584-1586 Jaume Cordelles
- 1586 Carles d'Ollers
- 1586-1588 Francesc Robuster i Sala
- 1588-1590 Ferran Fivaller
- 1590-1591 Francesc Bonet
- 1591-1592 Joan Lluís Oms
- 1592-1594 Joan Vila
- 1594-1596 Antoni Miquel
- 1596-1598 Onofre Pau Cellers
- 1598-1600 Pau Pla
- 1600-1602 Francesc Pons
- 1602-1604 Baltasar Morell
- 1604-1606 Francesc Gamis
- 1606-1609 Riera
- 1609-1611 Jaume Bertrolà
- 1612-1616
- 1617 Pau Comellas
- 1618-1620 Jaume Ferran
- 1620-1623 Pau Ferran
- 1623-1626 García Gil de Manrique y Maldonado
- 1627-1628
- 1628-1630 Josep Claresvalls
- 1630-1632 Joan d'Alós i Serradora
- 1640-1642? Antoni Miquel
- 1647-1649 Joan Baptista Vila
- 1649-1651 Josep Broquetes
- 1671-1673 T. Sala
- 1673-1675 Francesc d'Amigant i Carreras
- 1675-1677 Antoni Alrrà
- 1677-1679 Pere Benet Atxer
- 1679-1681 Antoni de Saiol i de Quarteroni
- 1681-1683 Ramon Sans
- 1683-1685 Antoni de Saiol i de Quarteroni
- 1685-1687 Ramon Sans
- 1687-1689
- 1689-1691 Ramon Sans
- 1691-1694 Policarpi Planti
- 1694-1703
- 1703-1705 Joan Vilardaga
- 1705-1707
- 1707-1709 Joan Vilardaga
- 1709-1711 Jaume Martí
- 1711-1714
- 1714 Josep de Rius i Falguera